# L'Album universel
L'Album universel était un hebdomadaire montréalais, au Québec, fondé en 1902. Il se démarquait par les nombreuses gravures et photographies qu'il offrait. Il succédait au périodique Le Monde illustré. Il a cessé de paraitre en 1907.